# 信管

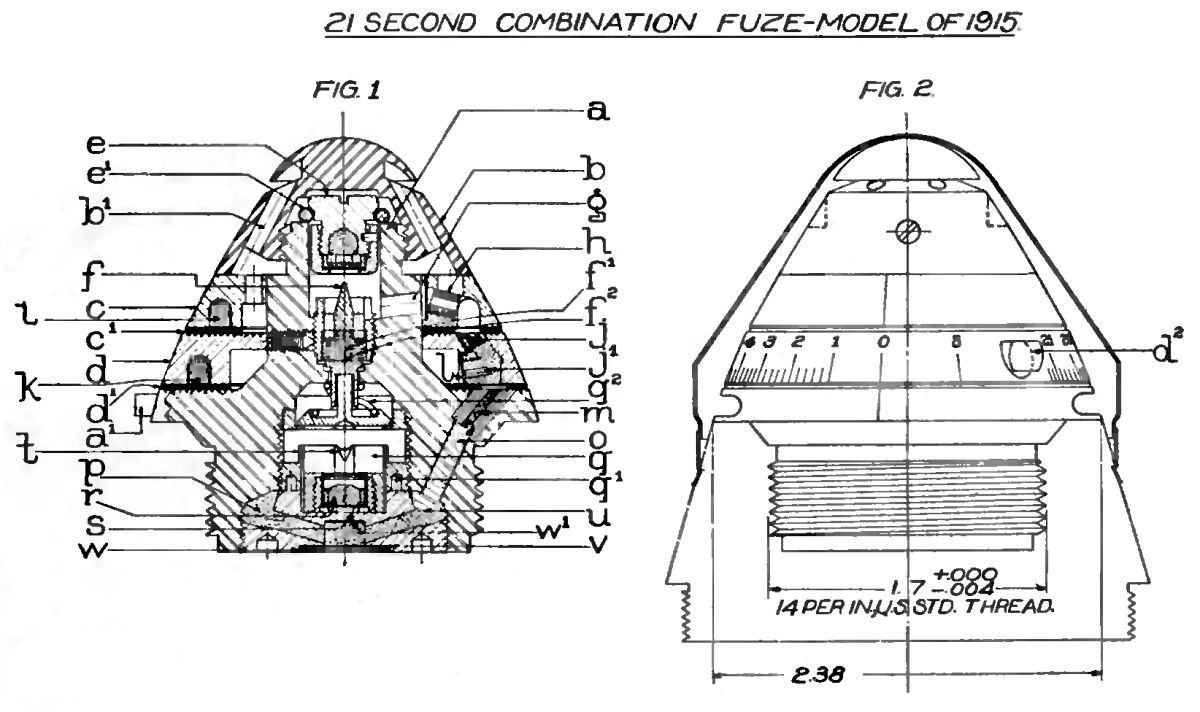
M1915時限式弾頭信管、イギリスで開発された2.95インチ山砲用にアメリカで設計されたもので、内蔵された伝火薬の経路を調節することで、最長21秒までの延期時間を設定できる

信管（しんかん、英: fuseあるいはartillery fuze）とは、弾薬を構成する部品の一つであり、弾薬の種類と用途に応じて所望の時期と場所で弾薬を作動させるための装置である。
現在、以下の4つの機能を持っていて、以下の機能が一つに結合された装置を信管と呼んでいる。
1. 起爆時期を感知する機能
2. 所望の時期以外では起爆させないための安全装置
3. 安全装置の解除機構
4. 弾薬の起爆装置

銃や砲の発射薬に点火する装置は単独では「起爆時期を感知する機能」を持たないため雷管と呼ぶ。

## 概要

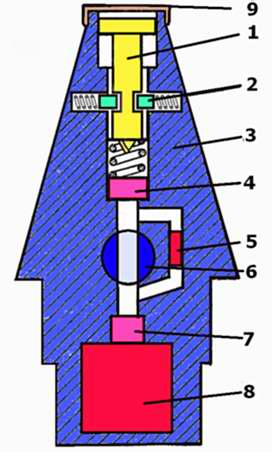
着発式弾頭信管の概要図

図は信管の概要図で「弾頭」に装着する「着発式」で「遠心力式の安全装置」を持ち、「瞬発」と「延期」の切替え装置を持っている。
用途としては野砲などの榴弾で使用されるものである。
起爆は鋭敏な点火薬が撃発されることで起こり、起爆薬から添装填薬へと伝わり、砲弾の炸薬が起爆される。
1. 撃針ブロック
  - 砲弾が発射されると遠心力によって2.が解除され、太いばね（番号なし）の作用で先端が9.を押し退けて3.から露出する。目標に当たると衝撃で引っ込み、撃針部が4.を突いて発火させる。
2. 遠心力式安全装置
  - 砲弾が発射されるとライフリングによる回転で遠心力が生じ、1.を固定していたこれが細いばね（番号なし）に逆らって外側に押し付けられて外れることで解除される。
3. 構造体
4. 点火薬
  - 目標に当たった衝撃で引き戻ってきた1.に突かれて発火する。
5. 遅延火薬
6. 瞬発と延期の切替え装置
  - 信管の側面に露出した小さなマイナスネジのような部分を90度回すことで切り替えられる。この部分の穴が開通していると、4.の火は直接7.に達するので瞬発する。逆に穴がふさがれていると、4.の火は5.を経由するので伝達がわずかに遅れ、0.1秒程度の遅延動作をする。
7. 起爆薬
8. 添装填薬
9. 弾頭キャップ
  - 砲弾が発射されると、2.が作動して1.が3.先端から突き出ることで外れる。

## 動作
衝撃、水圧、電気刺激、化学反応などにより作動するが、意図せぬタイミングでは作動することが決して無く、かつ望むときには確実に作動する信頼性が要求される。
基本的に、信管の動作は、二つに分けられる。前半が安全装置解除で、それを行わないうちは叩いても作動することはない。後半が起爆で、これが確実に行われることによって意図する破壊を実現できる。
たとえば手榴弾は安全ピンなどの安全装置を外して、安全レバーを外す・撃鉄に打撃を加えるなど信管を作動させない限りは、落下させたり蹴飛ばしたりしても爆発することはない。無論そういった扱いを意図的にするべきではないし、火の中に投入したなどの場合には望まないタイミングで爆発させるおそれがある。

## 分類
信管は、装着位置・作動方式・装着対象などによって分類できる。

### 装着位置による分類

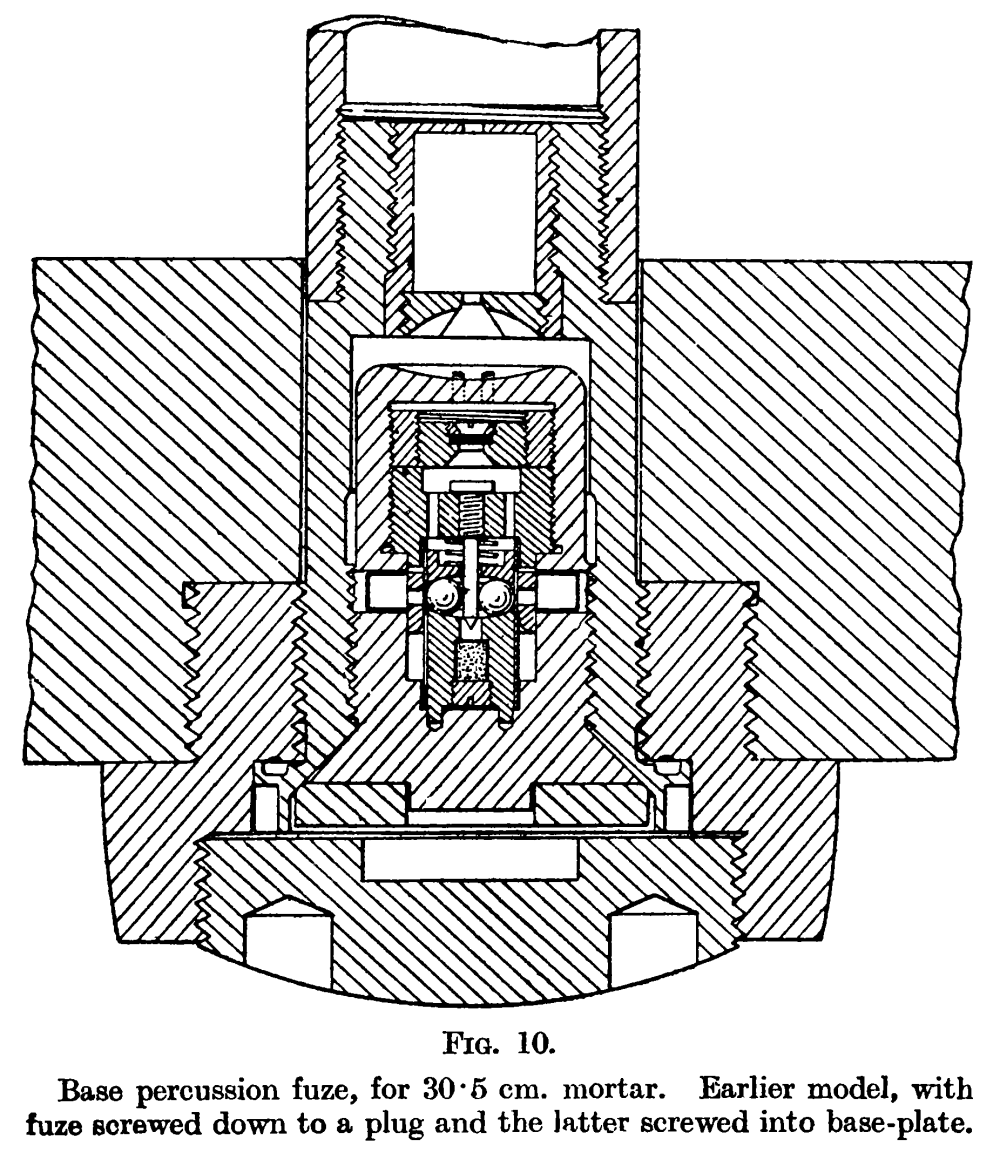
シュコダ30.5cm臼砲弾の弾底信管

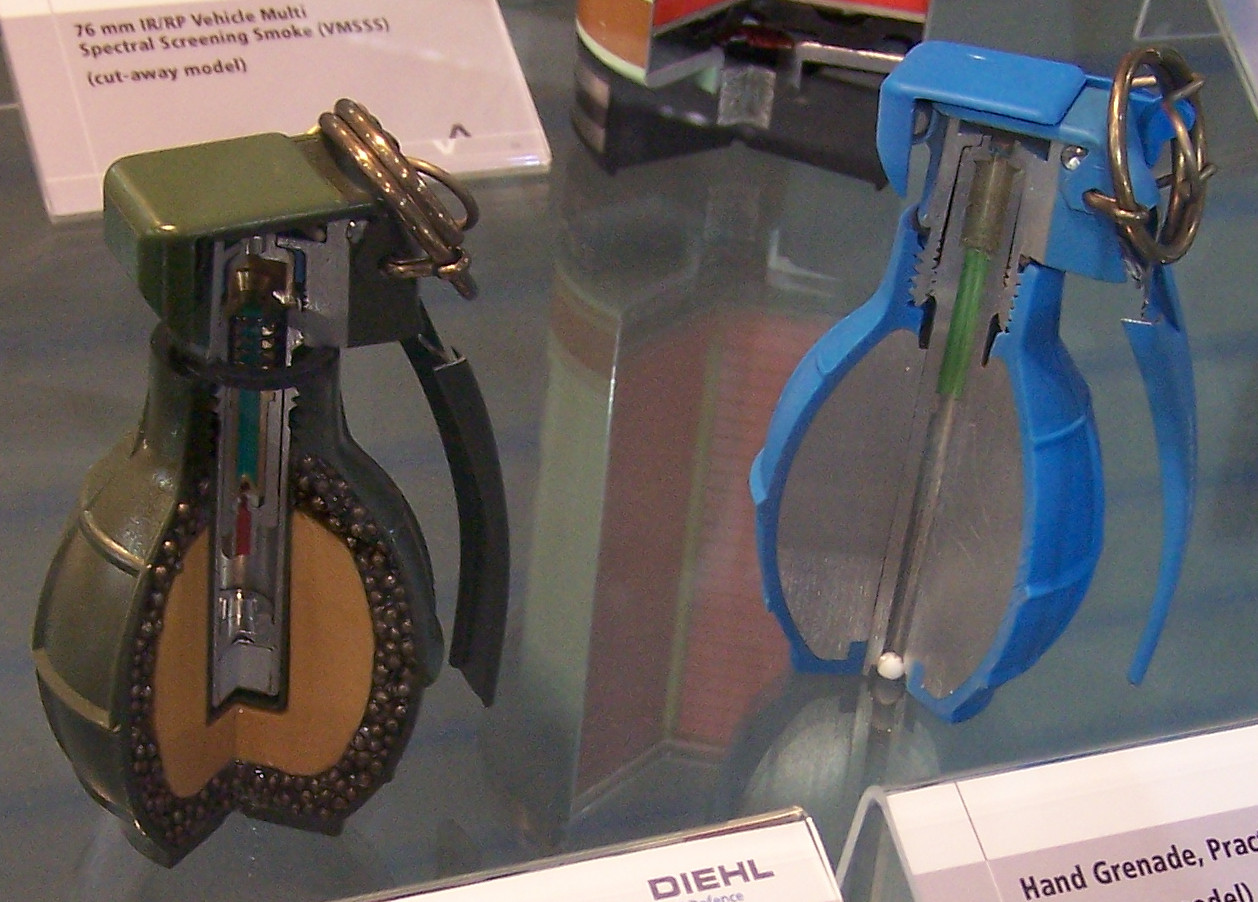
手榴弾のカットモデル

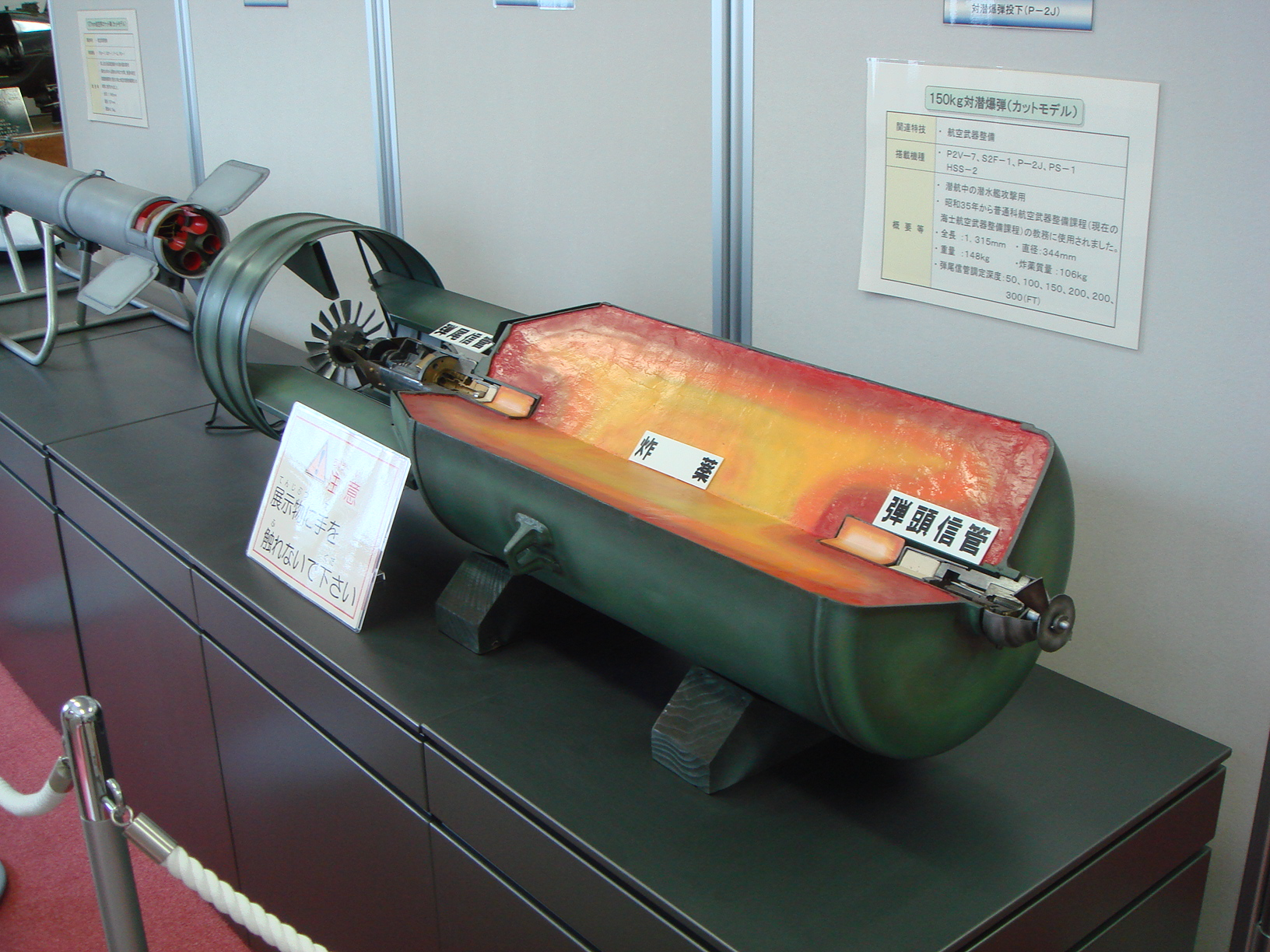
海上自衛隊の150kg対潜爆弾（カットモデル）

弾頭信管（Point Detonation Fuse）
砲弾等の弾頭部先端に装着される信管で、最も多く採用されている装着位置の信管である。弾頭部とは主に炸薬が填実されている部分の事であり、通常は砲弾等の先端位置であるが、一部のミサイル等では誘導装置が弾頭部よりも前に設置される構造もあり、必ずしも飛翔体の最先端部分というわけではない。
信管を弾頭に装着する効果は、通常弾頭部は露出しているので信管の調整・交換・受信等の外部からのアクセスが容易であることと、着弾による衝撃を最初に感知できることである。
弾底信管（Base Detonation Fuse）

砲弾等の弾底部に装着される信管で、主に徹甲榴弾やベトン弾（破甲榴弾）などの貫通力を持たせるために先端が硬い弾頭や、粘着榴弾などの砲弾、航空機等から投下される爆弾の補助信管として採用される事が多い。起爆するための外力に、着弾による衝撃力よりも着弾時の急激な速度低下による慣性力を利用しやすいので、後述する無延期信管の装着位置として優れている。また炸薬を後方から起爆させるので爆発エネルギーを前方に集中させやすく、装甲貫徹力を高めやすい。
弾頭信管では硬い装甲目標に命中した場合に信管が壊れてしまい起爆しない問題があるため装甲目標用の砲弾は弾底信管であることが多い。
欠点として、信管に外部から触れることが難しいため時限調整などがやりにくいことがある。
弾頭点火弾底起爆信管（Point Ignition Base Detonation Fuse）
信管構造を感知部と起爆部に分け、感知部を炸薬前方に、起爆部を炸薬後方に配置し、それぞれを電線等で繋いだ信管。
弾頭に感知部を位置させることで、着弾による衝撃力を利用し炸薬を後方から起爆させることが可能となる。このため、起爆タイミングに極めて高い精度を要求されるモンロー効果を利用した成形炸薬弾用として、弾底信管に替わって採用されている。反面、構造が複雑となり、交換も難しく、かつ電気を利用するために静電気や落雷、短絡に対しての脆弱性をもつ。
その他の信管
上記以外の装着位置の信管。
手榴弾

炸薬中心部を貫通するように信管が設けられていることが多い。
爆雷

弾頭（着水時に下になる側）と弾尾に独立した信管を備える。
弾尾は指定した水深で起爆させるため時限式か水圧感知式の信管であり、航空爆雷では外部に露出したプロペラが投下後に一定数回転することで安全装置が解除される。弾頭は磁気検知式の近接信管であり、潜水艦を感知した際には即座に起爆する。

### 作動方式による分類

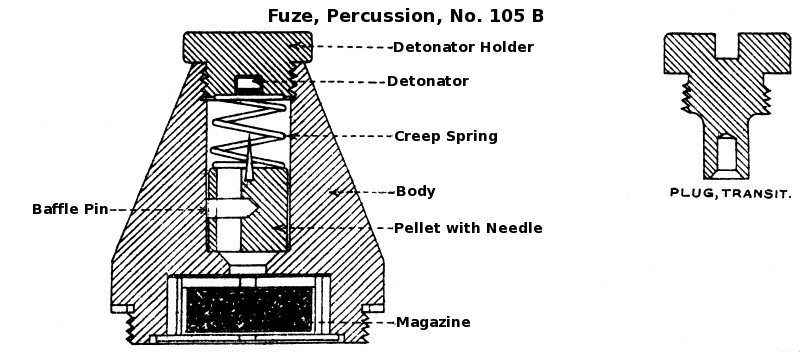
イギリス軍が第一次世界大戦で2インチ中迫撃砲で使用していた発着式信管
着弾すると点火針が慣性力で前進して点火薬を突き、発生した火焔が点火針の小穴を通って添装填薬に達することで起爆する
Detonator Holder (点火薬皿、工場出荷時には別梱包)
Detonator (点火薬)
Creep Spring (抑えばね)
Body (構造体)
Pellet with Needle (点火針)
Magazine (添装填薬)
Baffle Pin (安全ピン)
Plug, transport (工場出荷時のプラグ、使用前に点火薬皿と交換される)

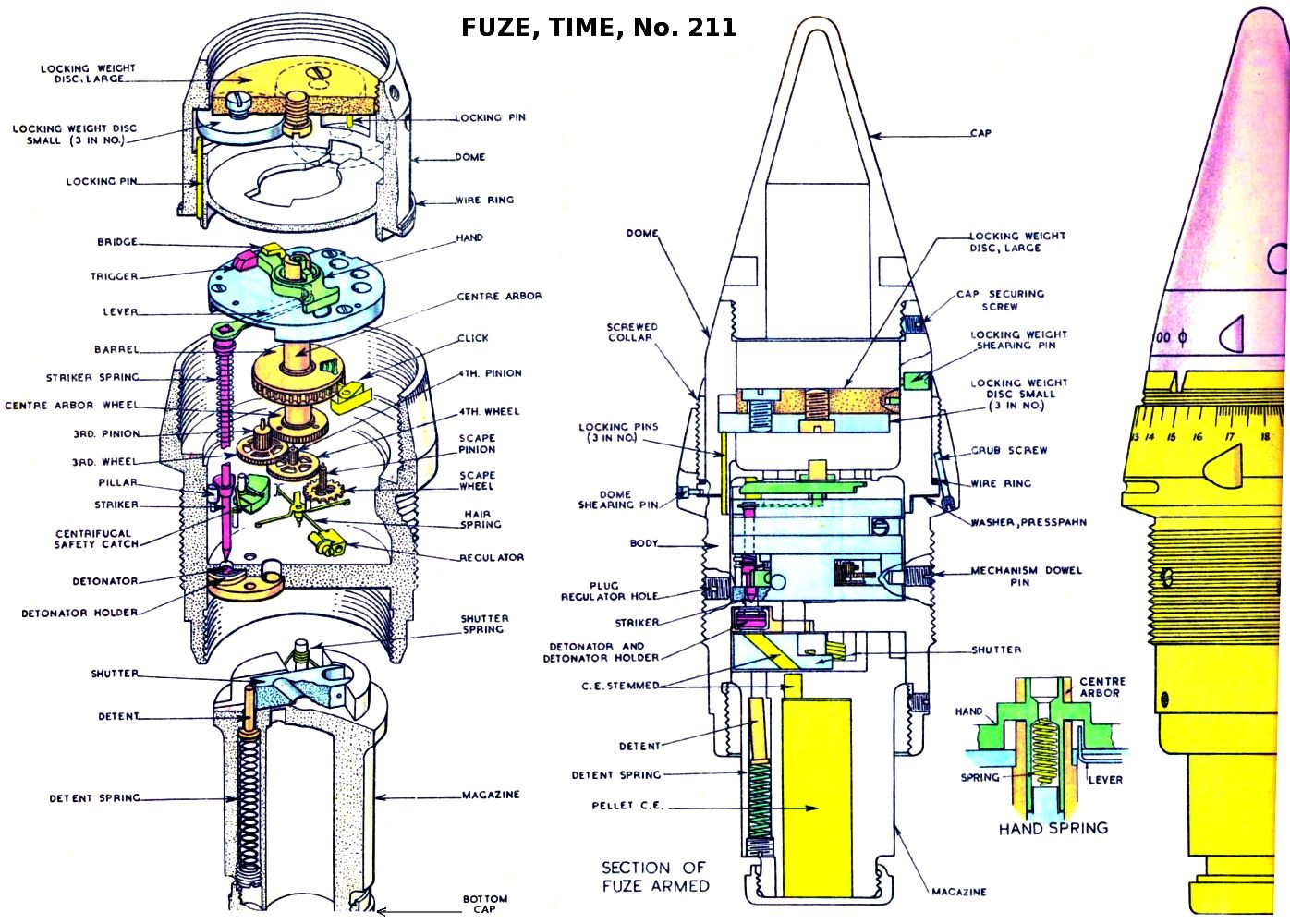
イギリスの機械式時限信管

着発信管
着弾によって起爆する信管。
瞬発信管（Super Quick Fuse）
着弾の衝撃力によって直ちに起爆する信管。最も単純で生産性の高い構造であり、精密な起爆タイミングがとれる。通常の陸上目標物に対してよく使用される。
無遅延信管（Non Delay Fuse）
着弾の衝撃力ではなく、弾丸の急激な速度低下による慣性力で起爆する信管。瞬発信管よりもわずかに起爆タイミングが遅くなる。この遅れは、砲弾等を建物の壁を貫通した後に炸裂させたり、ホプキンソン効果を企図した粘着榴弾用として利用される。
遅延信管（Delay Fuse）
着弾時の衝撃力または慣性力をトリガーとして遅延式起爆装置を作動させる信管である。発射時からタイマーを作動させる信管は時限信管として区別される。建物を攻撃するときに無延期信管よりもさらに深部で起爆させる場合や、砲弾等をあえて起爆させずに時限爆弾化させて行動不能地域を作るなどの戦略目的で利用される。
ピエゾ信管
圧電素子を使用した信管で目標に激突した衝撃で発電した電力で電気雷管を起爆させる。
電線で接続する構造から感知部分を先端に起爆部分を後ろに置くことができるので成形炸薬弾頭の信管として広く用いられている。

時限信管（Time Fuse）

発射をもってタイマーの作動が始まる信管。砲弾等を空中で起爆させることができるため、特に照明弾や発煙弾の起爆、広範囲の地域を制圧する曳火砲撃や高射砲による対空射撃に使われる。
火道式時限信管
内部に導火線が内蔵されている信管。初期の時限信管はほとんどがこの方式だったが、現代では手榴弾ぐらいでしか使用されていない。
化学式時限信管
内部に複数の薬剤等が別々に填実してあり、発射によって始まる化学変化の進行度で起爆する信管、あるいは薬品を充填したガラス容器などが割れることで作動するタイプなどがある。化学反応は温度によって反応速度が変化するため気温の影響を受けやすく、不正確で取り扱いが難しい。高温下や極低温下では凍結や変質の問題もあり、第二次世界大戦のころには姿を消し、近代で使用された事例はテロリストなどの密造爆弾ぐらいしか無い。
機械式時限信管
内部にばねや歯車からなる機械時計が内蔵されている信管。火道式時限信管よりも精密に長い時間を設定できる。
高射砲の信管として第二次世界大戦で広く使用された。高射砲の砲弾は1秒間に700m以上も進むため百分の1秒刻みの設定が可能な信管が要求され、実際にドイツ軍の8.8cm高射砲の信管には百分の1秒刻みの設定値があったが、誤差もかなりあったと思われる。高射砲の砲架には信管調定機が設けられ、ここへ装填前の砲弾を装着しておき、射撃指示装置からの指令に応じて、信管を担当する砲手が延期時間を調節することができた。
近接信管が広まったことにより姿を消した。
電気式時限信管
内部に電子部品等で構成される時計が内蔵されている信管。極めて正確な延期時間が取れるが、静電気等に脆弱である。
ABM弾
空中炸裂弾、エアバーストとも呼ばれ広義の時限信管に当たる。通常の時限信管は、炸裂地点までの距離に対する所要時間を計算して信管を設定するが、ABM弾は射撃統制装置が標的へ到達するまでの旋転回数を計算して弾体へ入力し、弾体が自身の旋転回数をカウントして設定値に達すると起爆する。時限式は近接信管に比べ安価で妨害や外乱を受けず、近年になり命中率を損なう照準から信管設定のタイムラグを、リモートで設定可能な電気信管と射撃統制装置を連動自動化させることにより解消するともに、超小型のMEMSジャイロ等を組み込んで30mm口径以下の機関砲弾やグレネード弾（擲弾）でも精確な時間（飛距離）の設定が可能になり、新たな形での利用が進みつつある。

近接信管（Variable Time Fuse、Proximity Fuse）
目標に接近したことをセンサで検知し作動する信管。内蔵するセンサの種類に応じて電波信管、光波信管、磁気信管等が存在する。作動方式ではアクティブ、セミアクティブ、パッシブの三種類に分類できる。電波信管は高速移動する航空機・ミサイル撃破に向いている為、砲弾やミサイルに搭載されるほか、対地攻撃では曳火砲撃時の信管として戦術的に利用される。赤外線やレーザーを用いた光波信管もあり、ASRAAM短距離空対空ミサイルはレーザー近接信管を用いている。磁気信管は他の近接信管と比較すれば旧来の技術ではあるものの信頼性が高く、ミサイルや地雷・機雷・魚雷等に利用されている。
マルチオプション信管
レーダーによって地上からの高度を測定することで設定された対地高度で作動する。地上1～4メートルという極めて狭い範囲での作動が可能で砲弾の威力が地面に吸収されない。また、地面が泥濘や積雪などであっても作動するため砲弾が地面にめり込んで威力が減殺される事がない。
マルチオプションの名前通り、空中炸裂だけでなく着発信管や時限信管としても使用できる。
迫撃砲弾用としてM734マルチオプション信管などが実用化している。
圧力感知式
主に地雷で使用されている。規定以上の圧力がかかることで起爆する。対戦車地雷は車両などの重量物でなければ起爆しないように設定値が大きくとられている。
機械式ではスプリングが一定以上の圧力で規定値まで圧縮されると作動する方式が主流である。
地雷用に圧力によってガラスアンプルが割れることで作動するM600信管があったが、寒冷地では薬剤が凍結して作動せず、高温地域では自爆するなど外気温の影響を受けやすいために廃止された。
その他の信管
上記の信管を複数組み合わせて、より確実に起爆するようにした信管もある。

## 安全装置
信管には安全装置が必須であり、二種類以上の安全装置が組み込まれている場合も多い。
安全ピン
最も一般的で安全装置として分かりやすいものである。撃針の付いているブロックを機械的に固定して点火薬に触れないようにすることで作動を防ぐ方式である。初期から現代まで砲弾の先端に取り付けられた信管に刺してある安全ピンを発射前に抜くのが一般的に見られる。この方式の最大の欠点は解除を忘れたまま発射してしまう可能性があること（このミスを防ぐために、「装填したら抜け」と大書された赤や黄色のタグが付けられていることもある）。また、信管が加熱されたりして点火薬が発火した場合の暴発を防げないという欠点もある。
遠心力式
砲弾が回転する遠心力で安全装置を解除する方式である。古くは日本の伊集院信管などがこのタイプに当たる。
人間が信管の解除を行う必要が無いというメリットがある。
この方式は砲弾の回転力を利用しているため、砲弾が回転しない滑腔砲では使用できない。
導爆路閉鎖式
点火薬から添装填薬へ爆轟が伝わる経路を閉鎖することで起爆を防ぐ方式である。
信管が加熱されたりして点火薬が発火した場合でも添装填薬が爆発しなければ爆弾自体の誘爆は防げるので最も安全性が高い。

## 信管設計の安全基準
信管は味方においては絶対に安全であり、敵に対しては必ず動作しなければならないという両極端な条件を要求される。
アメリカでは信管設計の安全基準についてMIL規格：MIL-STD-1316で具体的な基準を定めている。
安全と安全解除
安全装置の解除は発射の衝撃、砲弾の遠心力、気流などの環境による力によって行わなければならない。人為的な操作や電源やばねなどの内部エネルギーによる解除は禁止
安全確保の冗長性
信管は二つの独立した安全装置を備えていなければならない。
安全距離の確保
安全装置が解除されるタイミングは発射からの経過時間ではなく、一定の安全距離が確保された後でなければならない。つまり初速に関係なく動作する必要があり、極端な場合には火薬の不完全発火や障害物に当たって跳ね返ったりして砲弾が目の前に落ちた場合などに解除されてはならないことを示している。
信頼水準と信頼度
信管がどれだけ確実に作動するかは設定された信頼水準を元に算出された信頼度を持って表される。

## 不発弾と信管
信管が所定の目的（起爆）を果たせなかった場合は不発弾になる。ただし故障ではなく、柔らかい土中に落ちた為に作動しなかったなどの場合には、ちょっとした衝撃で起爆するおそれがある。
そのため処理においては、まず識別が行われ、この際砲弾や爆弾本体よりも、信管の種類や状態が重視される。時限信管や近接信管は、衝撃を与えなくても起爆するおそれがあり、むやみに接近してはならない。やむを得ず信管を取り除く必要がある場合、これが最も危険である。除去作業は通常、爆発物処理技術資格を持つ者しか実施しない。
第二次世界大戦後、少年たちの間で不発弾の信管を用いた危険な遊びが一部で流行し、それは強烈な爆竹ともいうべき存在であったが、その表現で片付けるにはあまりに危険すぎる代物で、死傷者を出したという。

## ギャラリー
- 不発弾の信管の除去（2022年ロシアのウクライナ侵攻の際）